# Ilhéu Mole
O ilhéu Mole é um ilhéu em frente à vila do Porto Moniz, é um dos ex-líbris natural do Porto Moniz, na Madeira, Portugal. Neste ilhéu fica o Farol do Ilhéu Mole.